# Luiz Antônio Cipolini

Wappen von Luiz Antônio Cipolini

Luiz Antônio Cipolini (* 8. Juli 1962 in Caconde) ist ein brasilianischer Geistlicher und römisch-katholischer Bischof von Marília.

## Leben
Luiz Antônio Cipolini empfing am 15. August 1986 die Priesterweihe.
Papst Franziskus ernannte ihn am 8. Mai 2013 zum Bischof von Marília. Die Bischofsweihe spendete ihm der Bischof von São João da Boa Vista, David Dias Pimentel, am 7. Juli desselben Jahres; Mitkonsekratoren waren sein leiblicher Bruder Pedro Carlos Cipolini, Bischof von Amparo, und sein Amtsvorgänger Osvaldo Giuntini.